# Fred Ferreira
Fred Ferreira é jornalista, repórter e apresentador de televisão brasileiro. Atualmente, trabalha na TV Globo Brasília, como âncora e editor-executivo do Bom Dia DF, da TV Globo Brasília. De volta ao Bom Dia DF, em novembro de 2019, a equipe do jornalístico passou por profundas transformações: o Bom Dia passou a contar com mais participações ao vivo de seus repórteres e aumentou a interatividade com o público. Os repórteres se deslocam pelo DF durante o telejornal e são acionados pela comunidade ao vivo para mostrar o dia a dia dos moradores.  
Desde o fim de 2020, é plantonista nos jornais da GloboNews aos fins de semana, apresentando os jornais de Brasília e do Rio de Janeiro.   
Fred é conhecido pela espontaneidade no Bom Dia DF. Improvisa com repórteres, articula comentários sobre os problemas da cidade ao vivo e tem um engajamento forte com a audiência.    

## Vida profissional
Fred começou a trabalhar como repórter e produtor na Empresa Brasil de Comunicação, antiga Radiobrás. Pouco tempo depois, foi para a TV Justiça, onde apresentou o programa Trabalho em Revista e cobria as sessões plenárias do Supremo Tribunal Federal (STF).
Em 2006, Fred migrou para o SBT Brasília, onde foi produtor e repórter do Jornal do SBT e apresentador eventual do Cidade Viva, antigo jornal local da emissora. O jornalista também trabalhou na CBN Brasília e na assessoria de imprensa da Confederação Nacional de Municípios. Em novembro de 2008, Fred foi para a TV Globo Brasília, onde começou como repórter do telejornal Bom Dia DF. Depois, começou a apresentar eventualmente os telejornais locais da emissora.
Em 2010, ele assumiu a apresentação do Bom Dia DF. Ele ficou na função até 2013 quando foi voltou à reportagem local e de rede. Desde então, Fred participou de importantes coberturas como a prisão de envolvidos do Mensalão. Atuou também em coberturas como a Operação Caixa de Pandora, que teve como ponto alto a prisão do ex-governador Arruda e as manifestações de junho de 2013.
O jornalista também denunciou no Jornal Nacional a troca de tubos de oxigênio por ar comprimido na UTI do Hospital de Santa Maria. Entrevistou com exclusividade para o Fantástico, Adriana Villela, a filha do ministro aposentado do TSE, acusada de matar o pai, a mãe e a empregada da família. No DFTV, mostrou - pela primeira vez - a venda irregular de boxes no Shopping Popular, que provocou a prisão de um dos envolvidos no esquema.
Atuou também como apresentador de Talk Shows presenciais na cidade, onde entrevista personalidades da literatura, jornalistas, apresentadores de televisão e artistas.

### Vício em Televisão
O vício em televisão - ele assistia a muitos jornais - fez com que Fred se interessasse pelas coberturas de grandes fatos, links, improvisos.
Com pouco tempo de TV Globo fez a cobertura da Operação Caixa de Pandora (investigação do esquema de corrupção envolvendo a cúpula do governo do Distrito Federal). Também cobriu as manifestações de 2013.  "Foi correria. Uma excelente oportunidade de conquistar fontes."
"Como jornalista de TV é recomendável ter um espelho. Alguém que você possa copiar o estilo de texto, de postura até mesmo para que a sua marca seja criada."

## Prêmios
Em 2011, Fred Ferreira concorreu ao troféu raça negra.
Em 2019, fez uma série especial sobre violência contra a mulher no DF1 - Vida em Risco - onde mostrou em seis reportagens os dramas vividos pelas mulheres do Distrito Federal.  
Em 2022, foi indicado à categoria de Melhor Apresentador de Telejornal no prêmio Engenho de Comunicação. Recebeu também as indicações de melhor telejornal e melhor cobertura de Brasília.   